# In den Stöcken
In den Stöcken ist eine Ortslage in der bergischen Großstadt Wuppertal.

## Lage und Beschreibung
Die ursprünglich aus zwei Wohnplätzen (51° 14′ 17,6″ N, 7° 8′ 12,8″ O und  51° 14′ 9,4″ N, 7° 8′ 11,3″ O) bestehende Ortslage  liegt im Wohnquartier Friedrichsberg im Stadtbezirk Elberfeld auf einer Höhe von 229 m ü. NHN. Eine Kleingartenanlage im Ortsbereich trägt den gleichen Namen. Benachbarte Ortslagen sind In der Ossenbeck, Cleefkothen, Wolfshahn, Im Honigstal, In der Hoffnung und In der Dalster. 

## Etymologie und Geschichte
Stöcken geht auf das mittelhochdeutsche Stok zurück und bezeichnet einen beim Roden übriggebliebenen Baumstumpf. Auf der Topographia Ducatus Montani des Erich Philipp Ploennies aus dem Jahre 1715 sind die beiden Wohnplätze mit o. Stöcken (Obere Stöcken) und u. Stöcken (Untere Stöcken) verzeichnet. Auf der Topographischen Aufnahme der Rheinlande von 1824 ist der Ort ebenso verzeichnet, wie auf der Preußischen Uraufnahme von 1843.
1815/16 besaß der Ort 51 Einwohner. 1832 gehörte der Ort zur Holz und Eichholzer Rotte des ländlichen Außenbezirks des Kirchspiels und der Stadt Elberfeld. Der laut der Statistik und Topographie des Regierungsbezirks Düsseldorf als Weiler kategorisierte Ort wurde als auf den Stöcken bezeichnet und besaß zu dieser Zeit sechs Wohnhäuser und sechs landwirtschaftliche Gebäude. Zu dieser Zeit lebten 71 Einwohner im Ort, zwei katholischen und 69 evangelischen Glaubens.
Das obere In den Stöcken ist gegen Ende des 20. Jahrhunderts abgegangen.